# Las Tranquitas
Las Tranquitas är en ort i Mexiko.   Den ligger i kommunen Coyuca de Benítez och delstaten Guerrero, i den södra delen av landet, 290 km söder om huvudstaden Mexico City. Las Tranquitas ligger 25 meter över havet och antalet invånare är 189.
Terrängen runt Las Tranquitas är kuperad åt nordost, men åt sydväst är den platt. Havet är nära Las Tranquitas åt sydväst.  Närmaste större samhälle är Coyuca de Benítez, 9,6 km öster om Las Tranquitas. 